# Альбер, Александр Мартен
Алекса́ндр Мартен Альбе́р (фр. Alexandre Martin Albert), более известный как рабо́чий Альбе́р (фр. Albert L'Ouvrier; 1815—1895) — французский деятель рабочего и социалистического движения, политик и революционер, игравший видную роль в революционном движении 1848 года во Франции, один из видных государственных деятелей Второй республики. Первый представитель промышленного рабочего класса, вошедший в состав правительства.

## Биография
Альбер родился под именем Александра Мартена 27 апреля 1815 года в городке Бюри (департамент Уаза) в семье состоятельного фермера — землевладельца.
15-летним подростком участвовал в Июльской революции 1830 года. Служил механиком в газовом обществе в Крейле и работал в столице Франции городе Париже, где основал (1840) популярный листок «L’Atelier».
Ещё ранее Александр Альбер, будучи членом общества «Droits de l’homme» и издателем журнала «La Glaneuse», принимал самое активное участие в Лионском восстании рабочих (1834) и был автором девиза, с которым рабочие выступили на борьбу: «Vivre en travaillant, ou mourir en combattant».
В 1848 году, когда вспыхнула очередная французская революция, Александр Мартен сражался на парижских баррикадах. Луи Блан привлёк его, как своего испытанного друга и соратника, в члены Временного правительства. Последнее 4 марта назначило Альбера президентом комиссии для организации народных мастерских. Был соучредителем «Правительственной комиссии для рабочих» («Люксембургской комиссии»). Наряду с Бланом был единственным членом правительства, высказавшимся за замену трёхцветного знамени красным, используемым революционными массами. Альбер и Блан также вошли в число шести членов Люксембургской комиссии и демократических клубов Парижа, избранных в апреле депутатами Национального собрания.
К этому моменту Альбер разочаровался в участии в буржуазном правительстве, откуда он был выведен. Одновременно он сблизился с враждующими между собой более радикальными социалистами Луи Огюстом Бланки и Арманом Барбесом, вместе с которыми он готовил революционную антиправительственную демонстрацию социалистов и левых республиканцев 15 мая. Заняв Ратушу, Альбер и Барбес принялись составлять списки нового правительства, которое предполагалось сделать социалистическим. Выступление было жестоко подавлено Национальной гвардией, и Альбер был в числе 400 активистов, арестованных в первый же день. Как принимавший участие в выступлении 15 мая, он был вместе с другими лидерами левых предан суду в Бурже, приговорившему его к изгнанию. Эта мера сразу же была заменена заключением. В 1854 году из-за серьёзного ухудшения здоровья он был переведён в тюрьму Тура, откуда он освободился только по общей амнистии 16 августа 1859 года. Альбер вернулся в Париж как простой рабочий и продолжил работать по специальности.
В 1870 году вошёл в состав правительственной Комиссии баррикад для защиты Парижа. В 1871 году Александр Мартен Альбер являлся одним из участников Парижской коммуны, но уже не пользовался особым влиянием в политической жизни страны.
Александр Мартен Альбер умер 28 мая 1895 года на восьмидесятом году жизни в департаменте Уаза.